# Hypocoena inquinata
Hypocoena inquinata  là một loài bướm đêm thuộc họ Noctuidae. It is found across Canada từ Newfoundland tới British Columbia, phía nam ở phía đông đến Connecticut và Ohio và ở phía tây đến Colorado.
Sải cánh dài 20–28 mm. Con trưởng thành bay từ tháng 7 đến tháng 8. Có một lứa một năm.
Ấu trùng ăn sedges.